# Сулковиці (Великопольське воєводство)
Сулковиці (пол. Sułkowice) — село в Польщі, у гміні Кробя Гостинського повіту Великопольського воєводства.
Населення — 606 осіб (2011).
У 1975-1998 роках село належало до Лешненського воєводства.

## Демографія
Демографічна структура станом на 31 березня 2011 року:
|          | Загалом | Допрацездатний вік | Працездатний вік | Постпрацездатний вік |
| -------- | ------- | ------------------ | ---------------- | -------------------- |
| Чоловіки | 320     | 74                 | 208              | 38                   |
| Жінки    | 286     | 63                 | 167              | 56                   |
| Разом    | 606     | 137                | 375              | 94                   |